# 莫正中
莫正中（越南语：／；？—？），又名莫登昌，是越南莫朝的一位君主，1546年至1547年在位。
根據《大越通史》的記載，莫正中是莫太祖的次子，也是莫太宗的弟弟。莫太祖即位之後，莫正中被封為弘王。
1546年，莫宣宗即位。當時莫正中、莫文明等人避居都齋，泗陽侯范子儀不滿西郡公阮敬的專權，圖謀擁立弘王莫正中為君，但陰謀敗露，遂將莫正中、莫文明劫持到御天縣華陽。謙王莫敬典、西郡公阮敬等人發兵追捕，被范子儀擊敗。莫宣宗多次派兵征討，范子儀不能得勝，將莫正中挾持到安廣一帶，范子儀發兵劫掠海陽以及中國的廣東、廣西一帶，明朝不能制。不久，范子儀戰敗，逃往海東，莫正中、莫文明則率家屬逃入欽州，向明朝投降。

## 相關人物
- 莫文明
- 莫福源

## 腳註
1. ↑  .   [2018-11-24]. （原始内容存档于2016-07-23）.
2. ↑  《大越史記全書·本紀·卷之十六》〔元和〕丁未十五年、莫永定元年、明嘉靖二十六年條
3. ↑  《明史·安南傳》